# Testacella
Testacella is een geslacht van weekdieren uit de klasse van de Gastropoda (slakken).

## Soorten
- Testacella bisulcata Risso, 1826
- Testacella bracciai Nardi & Bodon, 2011
- Testacella fischeriana Bourguignat, 1862
- Testacella gestroi Issel, 1873
- Testacella haliotidea Lamarck, 1801 = Lichtbruine schildslak
- † Testacella lartetii Dupuy, 1850
- Testacella lidenbrocki Quintana, 2022
- Testacella maugei Férussac, 1819
- Testacella riedeli Fo. Giusti, Manganelli & Schembri, 1995
- † Testacella schuetti Schlickum, 1967
- Testacella scutulum G. B. Sowerby I, 1821
- † Testacella zellii Klein, 1853